# Transports au Cameroun
Les transports au Cameroun ont un rôle important dans la question du développement du pays, qui nécessite une infrastructure adéquate afin de faire face à la croissance démographique, au déplacement des populations vers les villes, ainsi qu'aux nouvelles exigences économiques.

## Infrastructures routières

### Les principales routes du Cameroun
- N1 Yaounde - Kousseri[1]

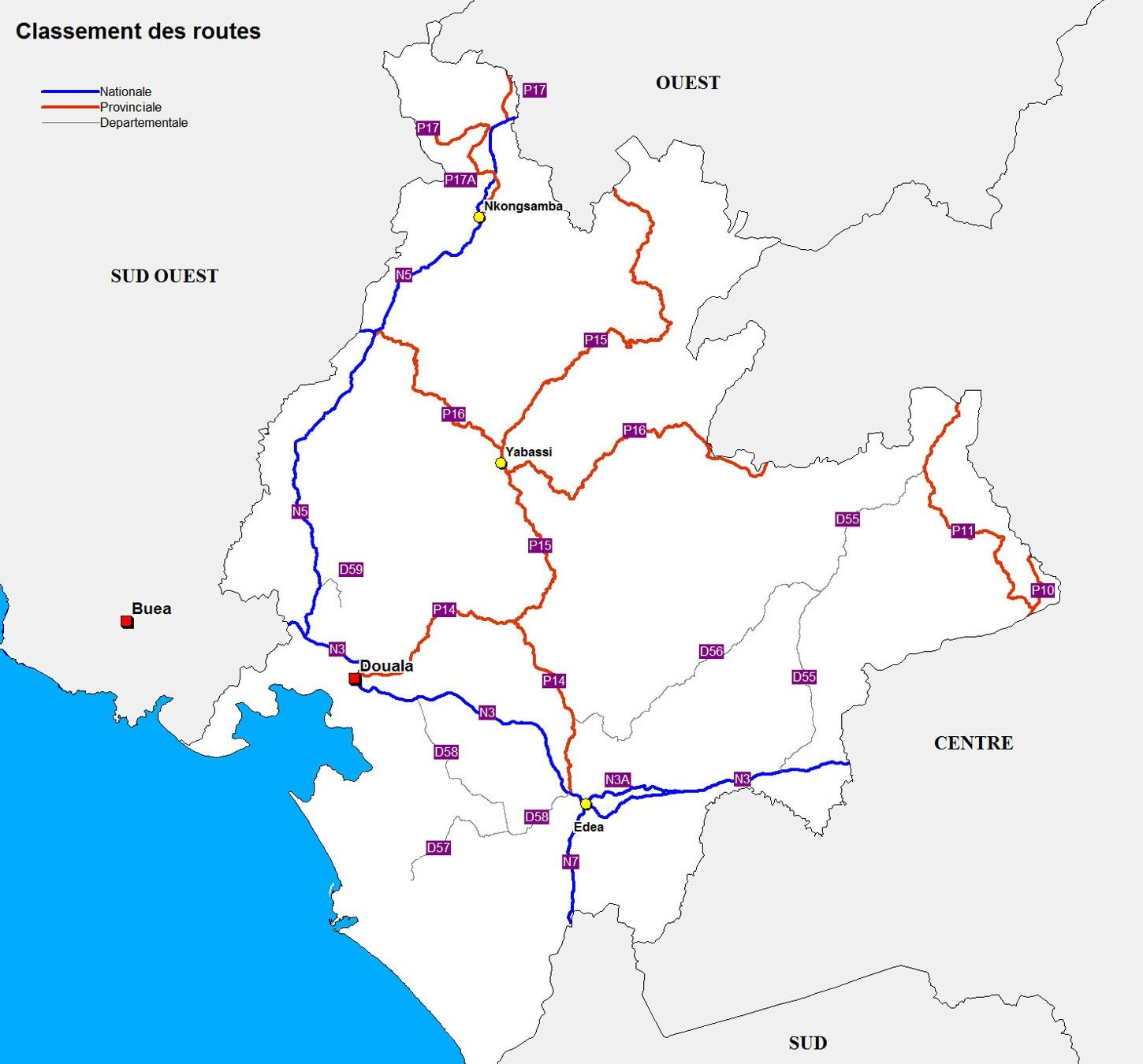
Routes de la région du Littoral.

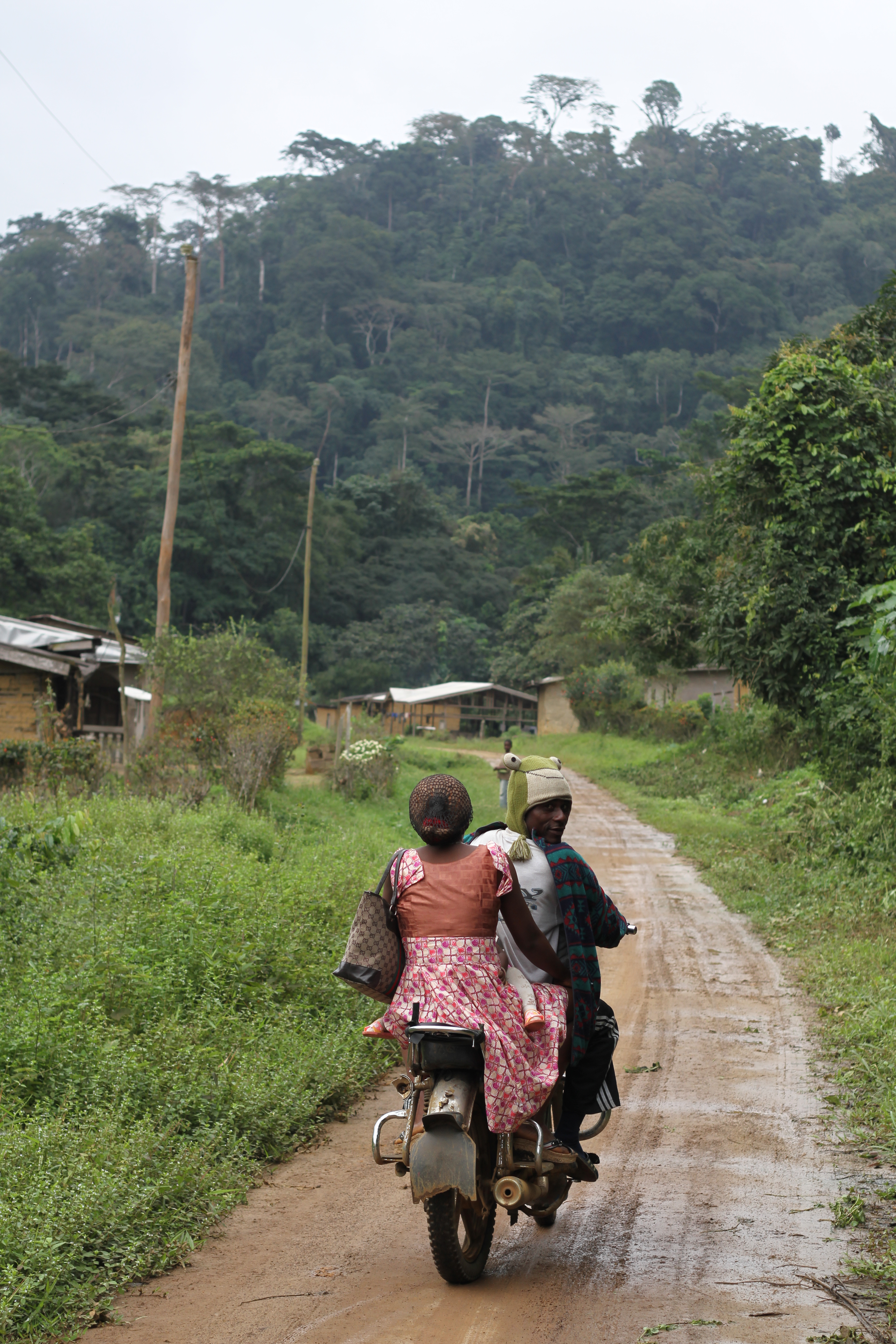
Piste d'accès à Tayap (Région du Centre).

Trois axes routiers transafricains traversent le Cameroun:
1. Transafricaine 3, Tripoli - Le Cap
2. Transafricaine 5 (en), Dakar - N'Djamena
3. Transafricaine 8, Lagos - Mombasa

Le Cameroun compte près de 230 000 km de routes principales, dont 4 300 bitumées et bien aménagées, quoique le trafic y soit souvent perturbé à cause des gros porteurs ainsi que les péages intempestifs.
Le financement de l'entretien des routes est assuré par le fond routier, créé en août 1998 et placé sous la tutelle du ministère des finances. Une part importante (environ 1/3) du budget d'investissement de l'État revient au réseau routier, qui devrait bénéficier en outre d'une enveloppe de 5,6 milliards d'euros que l'Union européenne a décidé, dans le cadre du dixième Fonds européen (2008-2013), d'affecter aux grands axes routiers africains. Le développement des échanges au sein du continent, l'intégration régionale, le désenclavement des territoires condamnés à l'autarcie, l'accès à de nouveaux marchés, notamment à l'exportation, sont autant d'objectifs communs au Cameroun et au reste de l'Afrique.

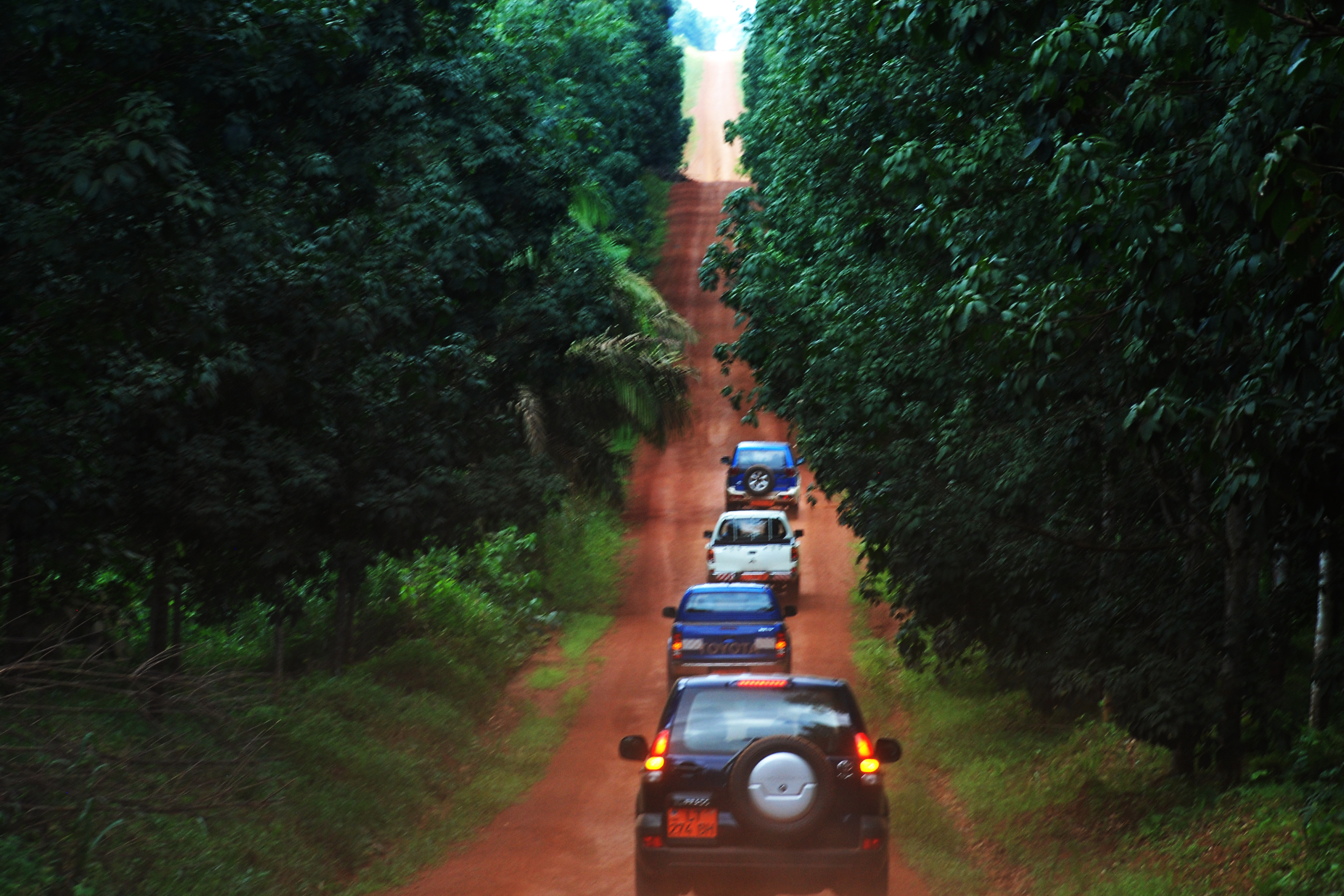
Route en terre à Dizangué dans la localité d'Edéa au Cameroun.

L'effacement de la dette devrait permettre de concentrer des enveloppes budgétaires massives sur le réseau routier. Le programme sectoriel 2006-2015 définit un réseau prioritaire de 23 000 km et prévoit le bitumage de 200 km de routes par an. Avec la France, les C2D (Contrats de Désendettement et de Développement) seront en partie consacrés au financement des travaux.

### Transport urbain et interurbain
Les villes camerounaises sont naturellement dotées d'équipements de transport, même si ceux-ci ne répondent pas encore aux besoins énormes de la population. Le moyen le plus usité reste le taxi. 
Les transporteurs clandestins, appelés clandos opèrent dans des régions données de chaque ville comme les quartiers ; il leur est interdit de circuler dans les routes à grandes circulations, même si certaines dérives sont souvent constatées. Mais plus que de simples clandestins, il s'agit en fait de débrouillards qui essayent de lutter contre le chômage en se lançant dans le transport en commun. On distingue aussi les Bendskin, qui sont des conducteurs de motos dits motos-taxis, qui tendent à ne pas respecter les lois et à conduire dangereusement. À l'origine de nombreux accidents notamment dans la ville de Douala, ces derniers sont pourchassés depuis de nombreuses années, afin qu'ils respectent les règles, soit l'obtention d'un permis de conduire approprié et des papiers de véhicules, pour qu'ils exercent dans les domaines qui leur sont réservés.

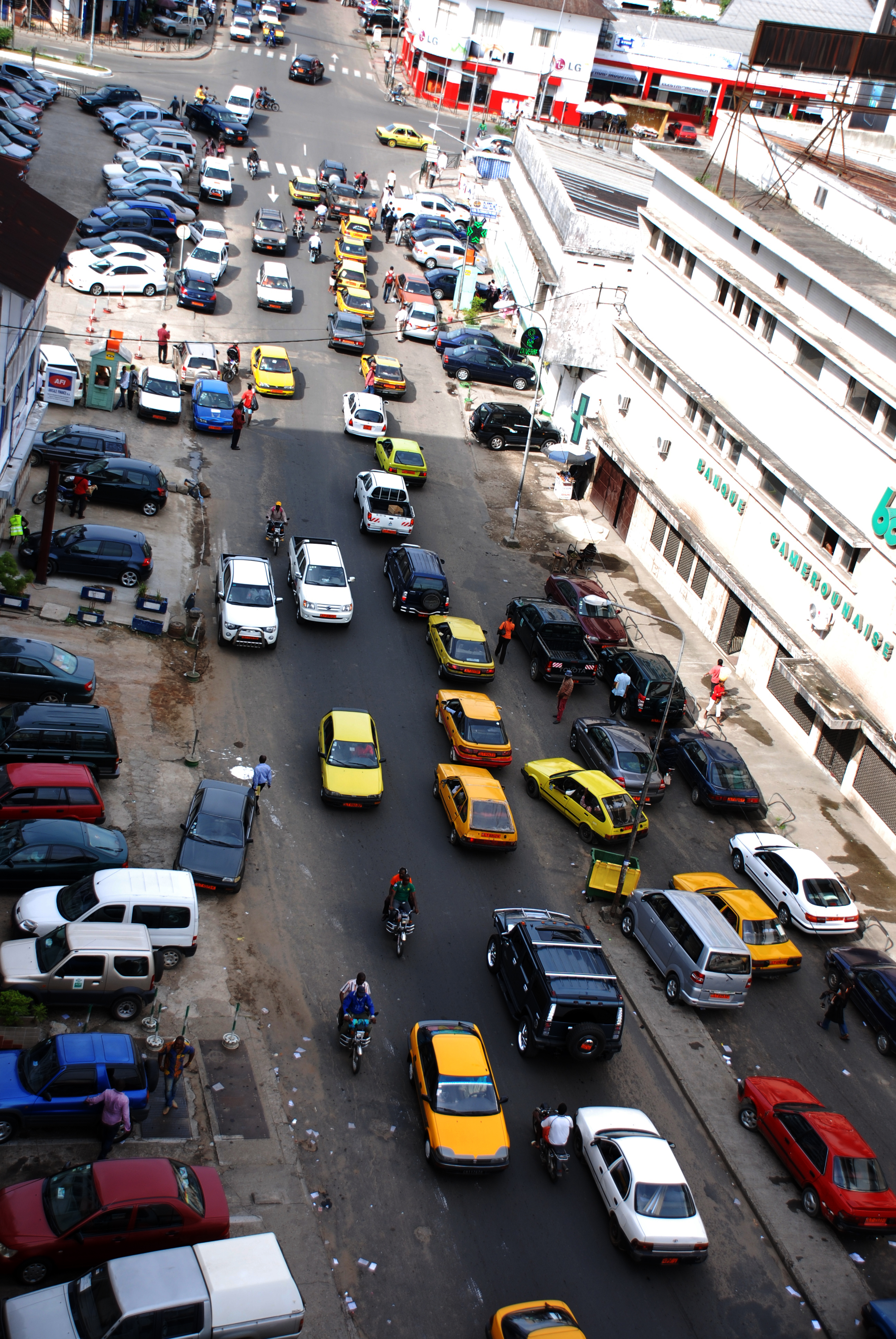
Vue aérienne de rue à Akwa à Douala

La communauté urbaine de Yaoundé a franchi un nouveau pas dans l'harmonisation et la modernisation de ce secteur en lançant le taxi express. Il n'est en rien innovant, mais reprend les principes de transport européens à la demande du client. Cette idée, semblable à celle pratiquée en Afrique du Sud ou au Sénégal, est en fait réservée aux particuliers ayant une bourse beaucoup plus aisée que les autres. Le système est basé sur des courses payées assez chères et des locations pour divers travaux. C'est à travers ce domaine que la coopération entre l'Iran et le Cameroun se manifeste, étant donné que les véhicules sont de marque Saipa, soit la Société Anonyme Iranienne de Production Automobile, ancienne filiale du groupe français Renault. Un projet similaire est en cours de réalisation dans la capitale économique Douala.

## Infrastructures ferroviaires
Le pays est relié du nord au sud par un chemin de fer, le Transcamerounais qui s'étend sur un millier de kilomètres, prenant son départ à Douala pour ensuite s'échouer à Ngaoundéré en passant par Yaoundé. La société Camrail, autrefois compagnie nationale et maintenant filiale du groupe français Bolloré, s'occupe de l'entretien du chemin de fer et de l'ouverture de nouvelles lignes. Ainsi, il est prévu une ligne partant de Lomié dans la province de l'Est, jusqu'à Kribi dans le Sud. Elle sera longue de plus de 430 km et permettra l'évacuation du fer de Mbalam qui sera bientôt mis en exploitation, à travers le Port en Eau Profonde de Kribi. L'actuelle ligne sera aussi élargie de Douala à Buéa pour satisfaire les populations de cette région.

Cameroon railways map

Le réseau ferré Transcamerounais atteint 1 200 km. La ligne principale relie Douala, via Édéa, à Yaoundé et Ngaoundéré. Le chiffre d'affaires de Camrail a atteint les 60 millions de $ en 2005. La société emploie 2 700 salariés et ses performances financières sont satisfaisantes, après versement d'une subvention contractuelle de l'État pour le service voyageurs. Le trafic marchandises a augmenté de 30 % depuis le début des années 2000, tandis que le trafic voyageurs progressait de 10 %.

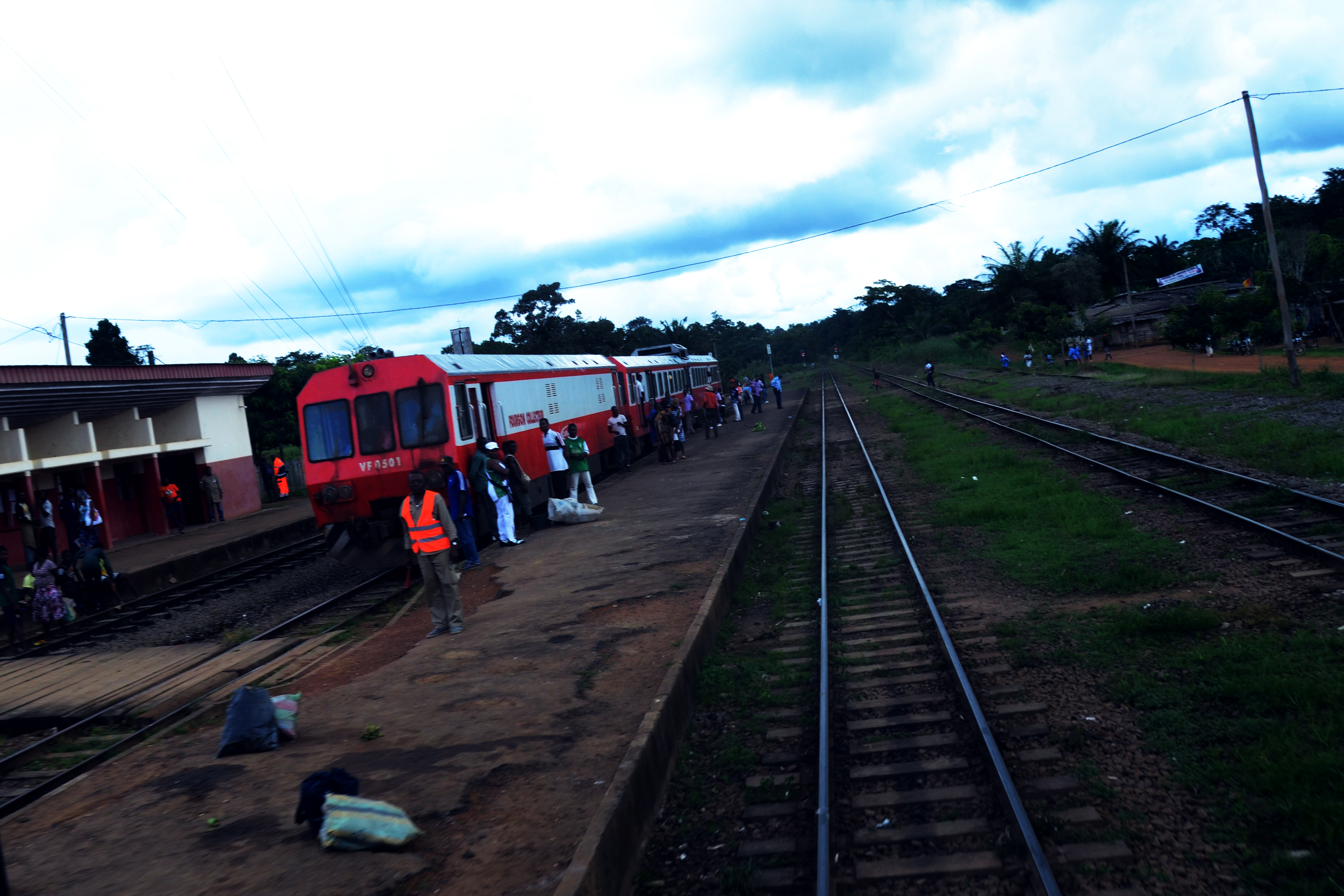
Gare de train au Cameroun

Un projet de 85,6 millions de $ d'investissement et d'équipement est en cours avec l'appui de l'AFD (11 millions), de la banque mondiale (21 millions) et de la BEI (11 millions). Lancé en 2002 dans le cadre de la privatisation du chemin de fer, il permettra l'extension, la modernisation et la consolidation des infrastructures, le renouvellement du matériel de traction également. l'objectif est d'accroître le trafic moyen annuel de 2,6 % pour les marchandises et de 2,3 % pour les voyageurs. Il est en cours de réévaluation. Selon l'AFD, le coût devrait passer à près de 130 millions de $ (67 milliards de F CFA) avec une participation de l'AFD de 12 milliards de F CFA.

## Infrastructures aéroportuaires
Le Cameroun dispose de quatre aéroports internationaux (Douala, Yaoundé-Nsimalen, Garoua et Maroua) et une dizaine d'aéroports secondaires dont  
l'aéroport de Bamenda , Bafoussam, Bertoua, Ngaoundéré, Yaoundé villé et celui de Koutaba.

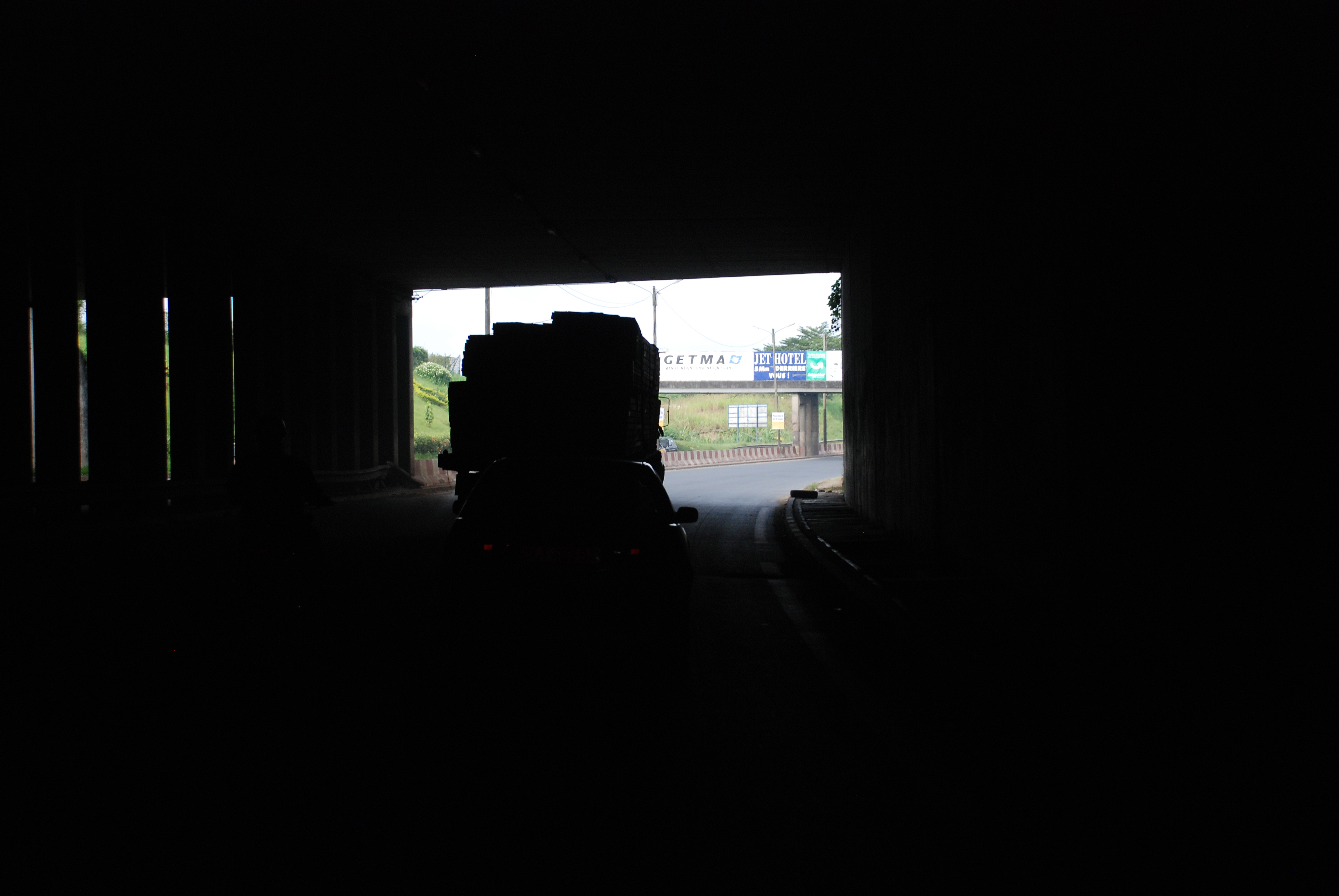
Tunnel menant à l'aéroport international de Douala

L'Autorité chargée du transport aérien et des activités de l'aviation civile au Cameroun est l'Autorité aéronautique du Cameroun (Cameroon Civil Aviation Authority, CCAA). 
La société "Aéroports du Cameroun" est une société anonyme de droit camerounais  qui est placée sous la tutelle administrative du Ministère des transports, Elle est chargée de la gestion, l'exploitation, le renouvellement, la réhabilitation et le développement des infrastructures dans sept aéroports du pays : (Yaoundé-Nsimalen ; Douala ; Garoua ; Maroua-Salak ; Ngaoundéré ; Bamenda et Bertoua . Les ADC administrent ces aéroports avec pour préoccupation principale l'amélioration de l'assistance au sol des aéronefs, la gestion des voyageurs et des bagages.

### Cameroon Airlines(Camair)

Logo de la Cameroun airlines

La Camair, compagnie aérienne nationale du Cameroun est créée en 1971. Dans les années 2000, elle fait face à des problèmes de trésorerie qui conduisent au licenciement d'une partie du personnel et mettent en péril sa crédibilité. En 2006, les actifs de la société sont transférés dans la société « Cameroon airlines corporation » qui reprend les activités de Camair mais pas ses passifs. L'ancienne Camair est définitivement fermée le vendredi 30 mai et les 400 membres du personnel de cette entreprise sont licenciés. Le matériel qui jadis servit pour le fonctionnement de l'entreprise est vendu aux enchères, tandis que l'État indemnisera les employés à hauteur de 22 milliards de Franc CFA.
Celle-ci rouvre en 2010 sous le nom de Camair-co après un assainissement financier complet.

## Infrastructures portuaires
Le Cameroun est doté de quatre ports autonomes: le port autonome de Douala, le Port en eaux profondes de Kribi, le port maritime de Limbé et le port fluvial de Garoua. 

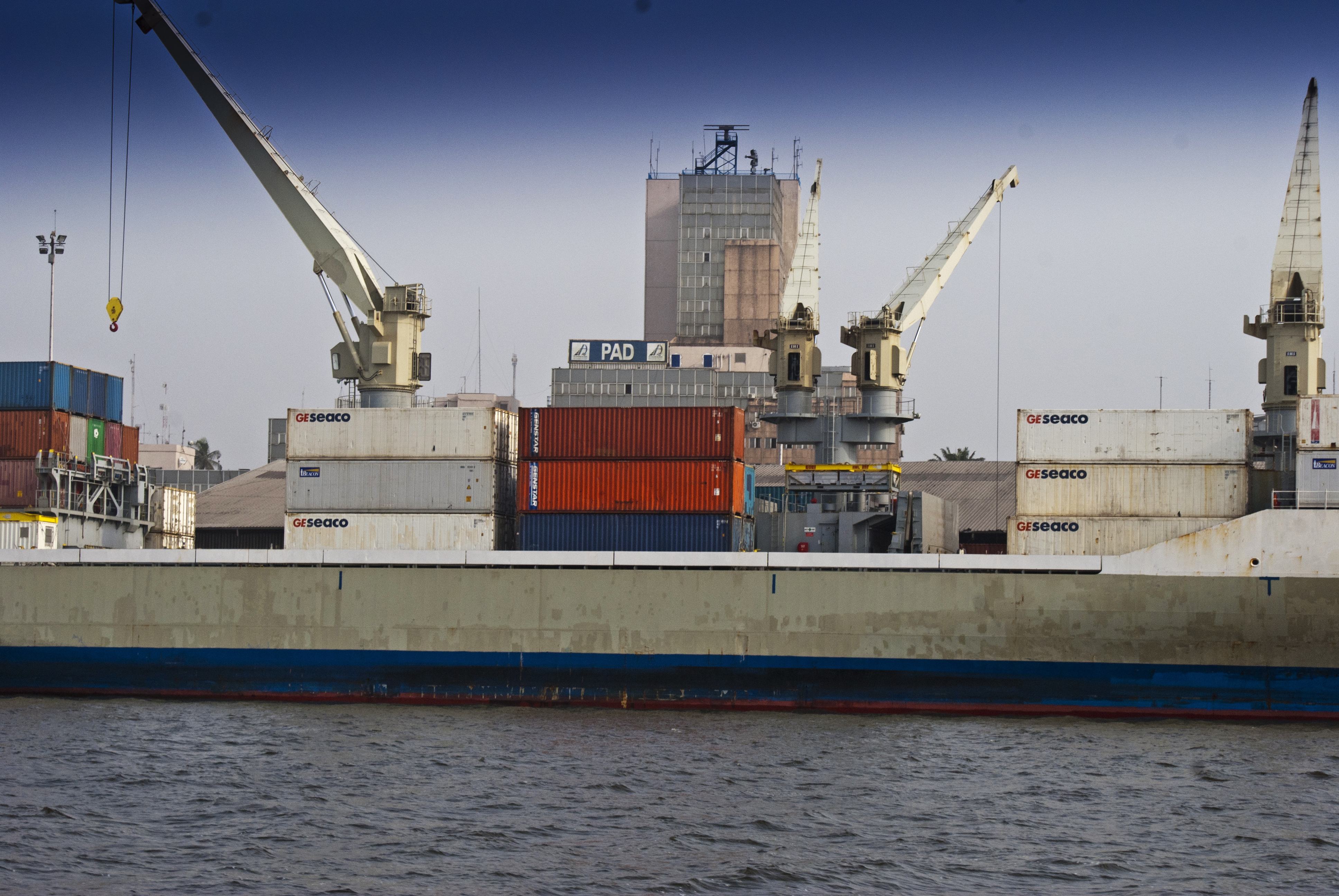
Port autonome de Douala vu du Wouri

Le port autonome de Douala représente à lui seul 95 % du trafic maritime de marchandises camerounais. C'est le plus grand port de la zone CEMAC. Situé à l'embouchure du fleuve Wouri, est le seul point d'entrée maritime pour le Cameroun et les pays enclavés de la zone. Son trafic de 6 millions de tonnes en 2004 assure 95 % des échanges extérieurs du pays. Sa capacité de 7,5 millions de tonnes (26 quais, 7 terminaux spécialisés et 15 entrepôts) est extensible à 10 millions. Un programme d'équipement cofinancé par la Banque mondiale, l'UE et la France a permis de ramener les délais de traitement des marchandises de 25 jours à 7 jours à l'importation et de 7 jours à 2 pour l'exportation.
Toutefois, Douala n'est pas un port en eau profonde: les navires (1 300 par an d'une jauge brute de 15 000 t) y accèdent en empruntant un chenal de 24 km et de 6,5 m de profondeur qu'il faut constamment entretenir. D'où la nécessité de la construction du port en eau profonde de Kribi, dont la mise en service en deux tranches est prévue pour 2014. Le financement du terminal industriel est pour l'essentiel pris en charge par la Chine, l'État camerounais assurant le financement de l'embarcadère minéralier.
Ce qu'il faudrait aussi souligner c'est que le port en eaux profondes de Kribi qui est encours de construction devrait avoir immédiatement des terminaux spécialisés afin résoudre le problème du port autonome de Douala qui est doté d'un terminal polyvalent. car l'avantage d'un terminal spécialisé permet entre autres; non seulement de réduire les délais de chargement et déchargement des cargaisons, mais aussi le risque d'incendie. prenons l'exemple de chargement ou déchargement d'une cargaison dans un navire L.N.G ( Liquefied Natural Gas ou gaz naturel liquéfié en français). cette cargaison n'est pas appropriée pour un terminal polyvalent, mais au contraire pour un terminal L.N.G qui demande toute une infrastructure à mettre en place afin d'éviter des dangers d'incendie inhérents à ce type de cargaison. 
Comme autre avantage pour l'économie du Cameroun, la mise en place des terminaux spécialisés permettra au port en eaux profondes de Kribi, compte tenu du tirant d'eau important, de recevoir presque tout type de navire à savoir : un tanker (ou de grands porte conteneurs vue que le tirant d'eau est important) par exemple pour importer et exporter facilement des produits liquides.
En plus, la construction d'un terminal spécialisé réduira l'impact environnemental contrairement à un terminal polyvalent.
Le port fluvial de Garoua est un port saisonnier exploitable d'août à septembre, mais son mauvais entretien a permis au sable de remplir la Bénoué, qui est son principal cours d'eau d’approvisionnement. Le tirant d'eau est presque inexistant.

## Galerie

Images illustratives
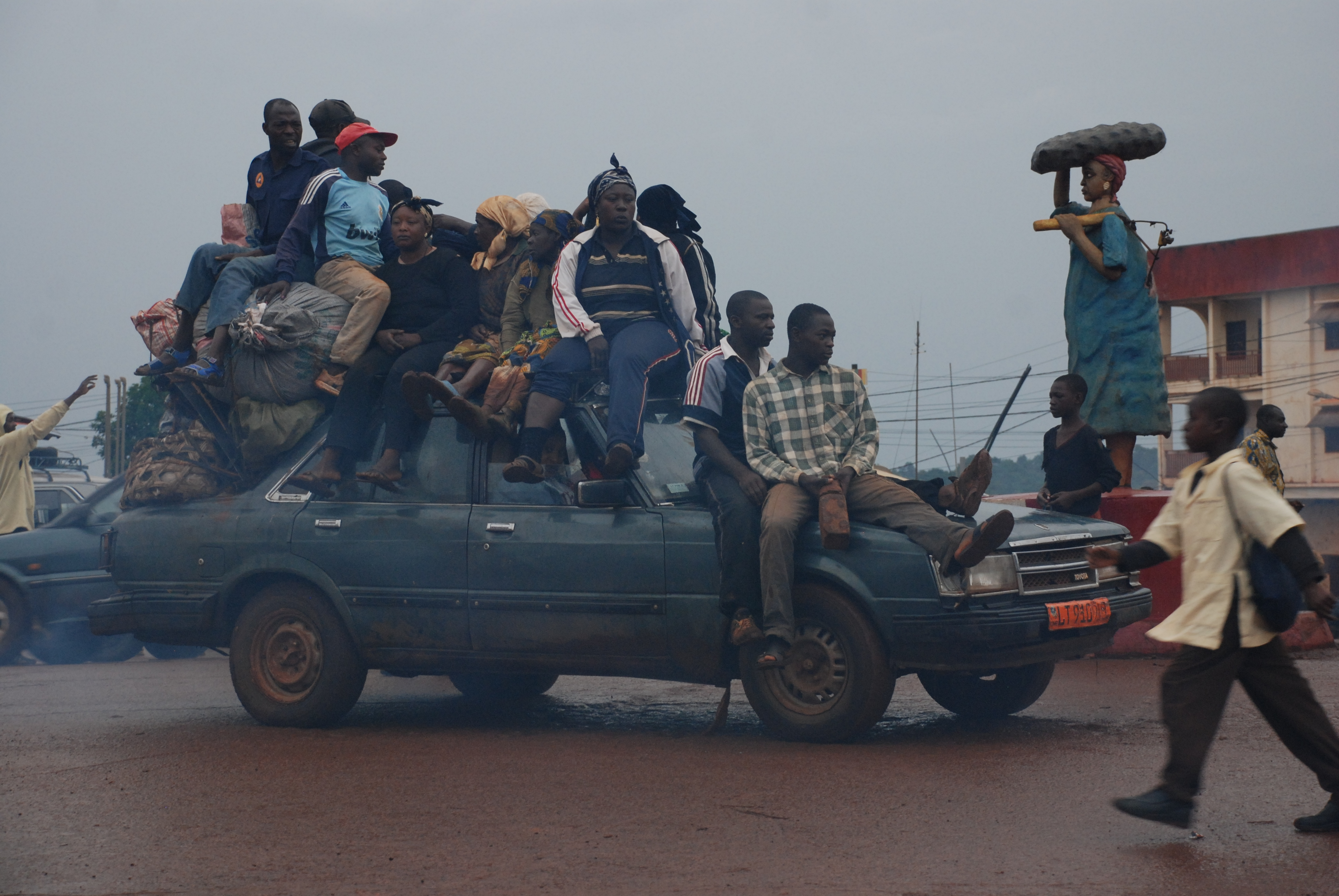
Transport urbain dans la ville de Mbouda au Cameroun.
Une station service à Douala pour la vente du carburant.
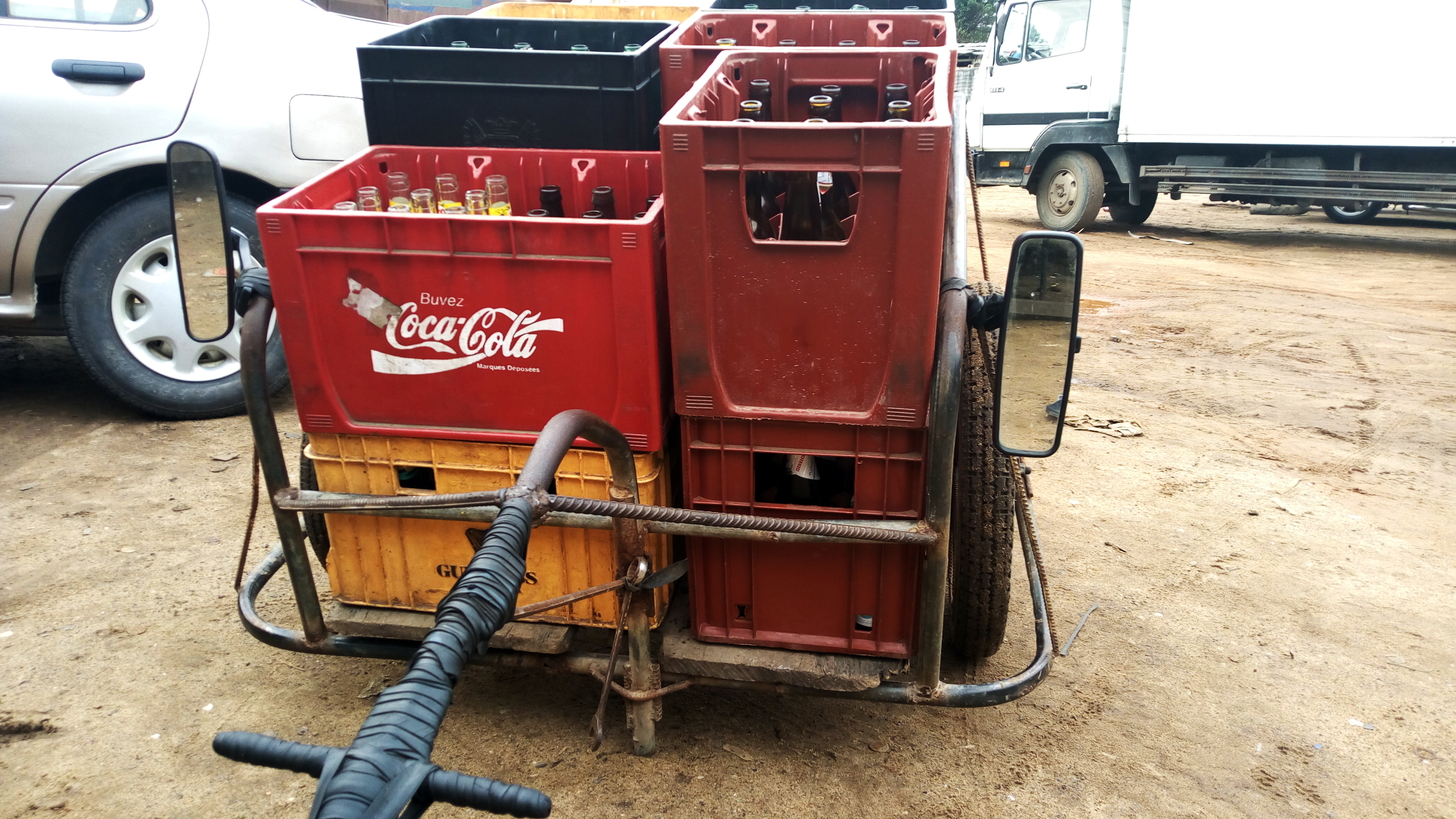
Porte tout avec rétroviseurs dans une rue de Douala.
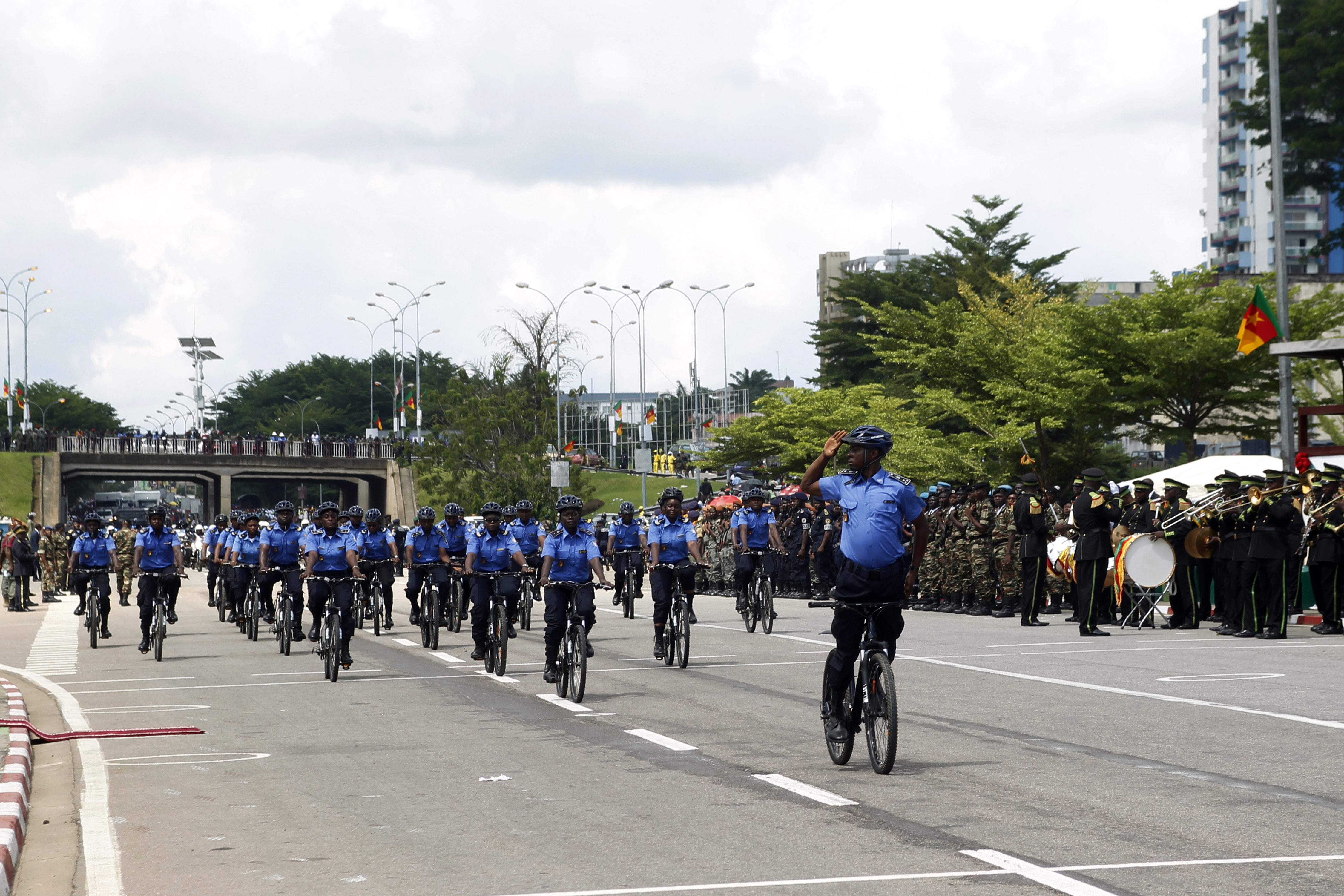
Les policiers à vélo au défilé de la fête nationale du Cameroun à Douala.
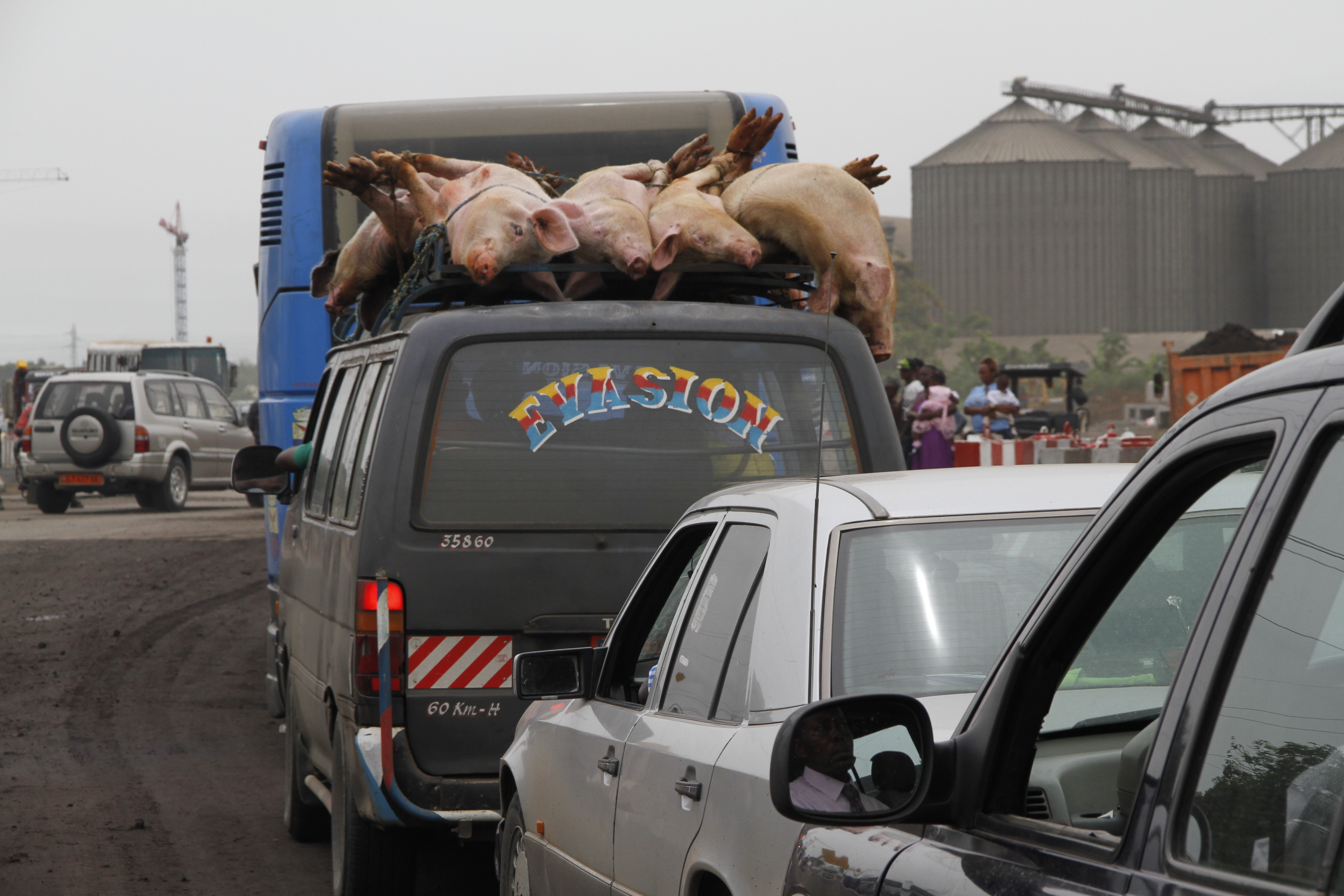
Transport inter urbain dans la ville de Douala, entrée du pont sur le Wouri.
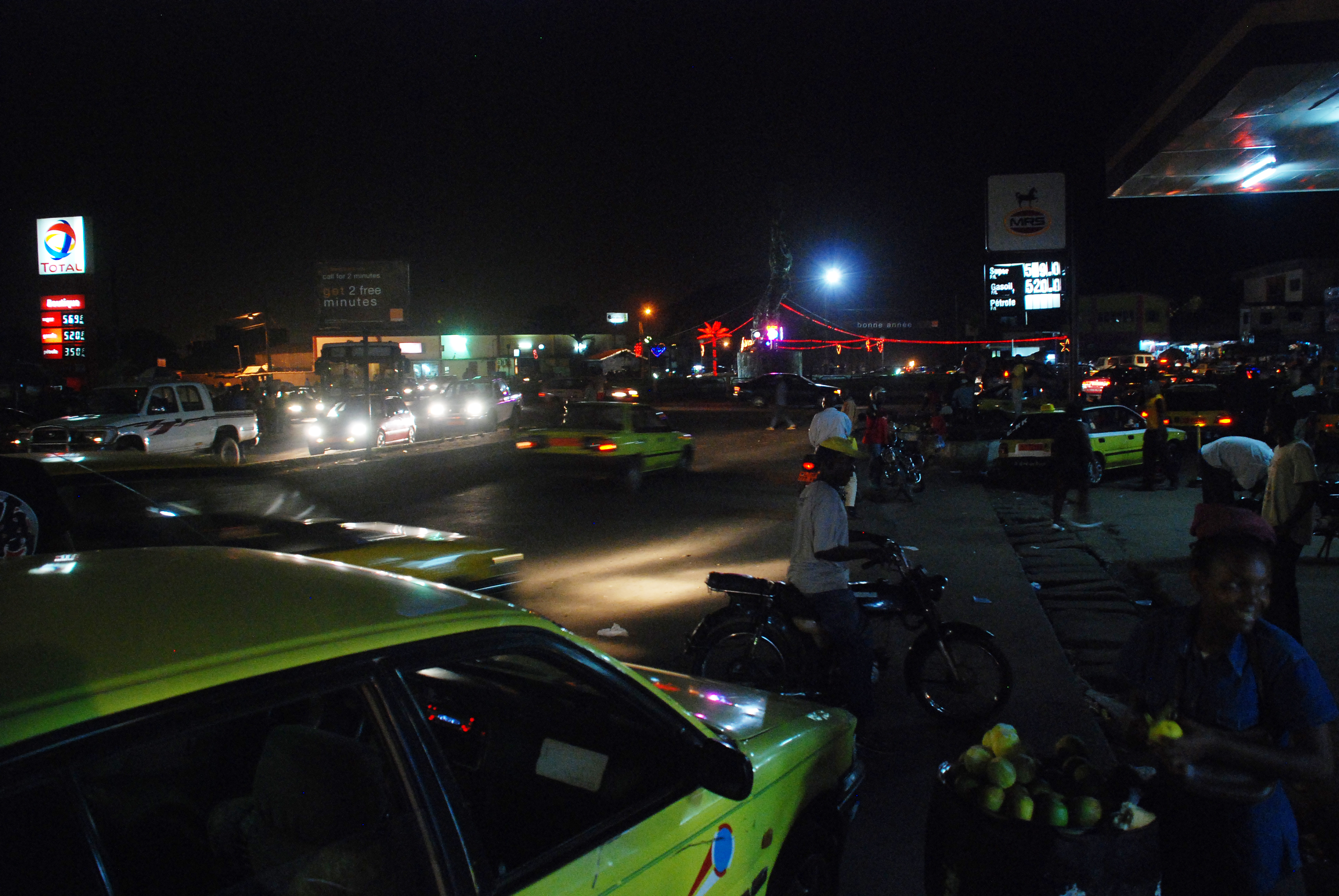
Une rue de Douala la nuit.
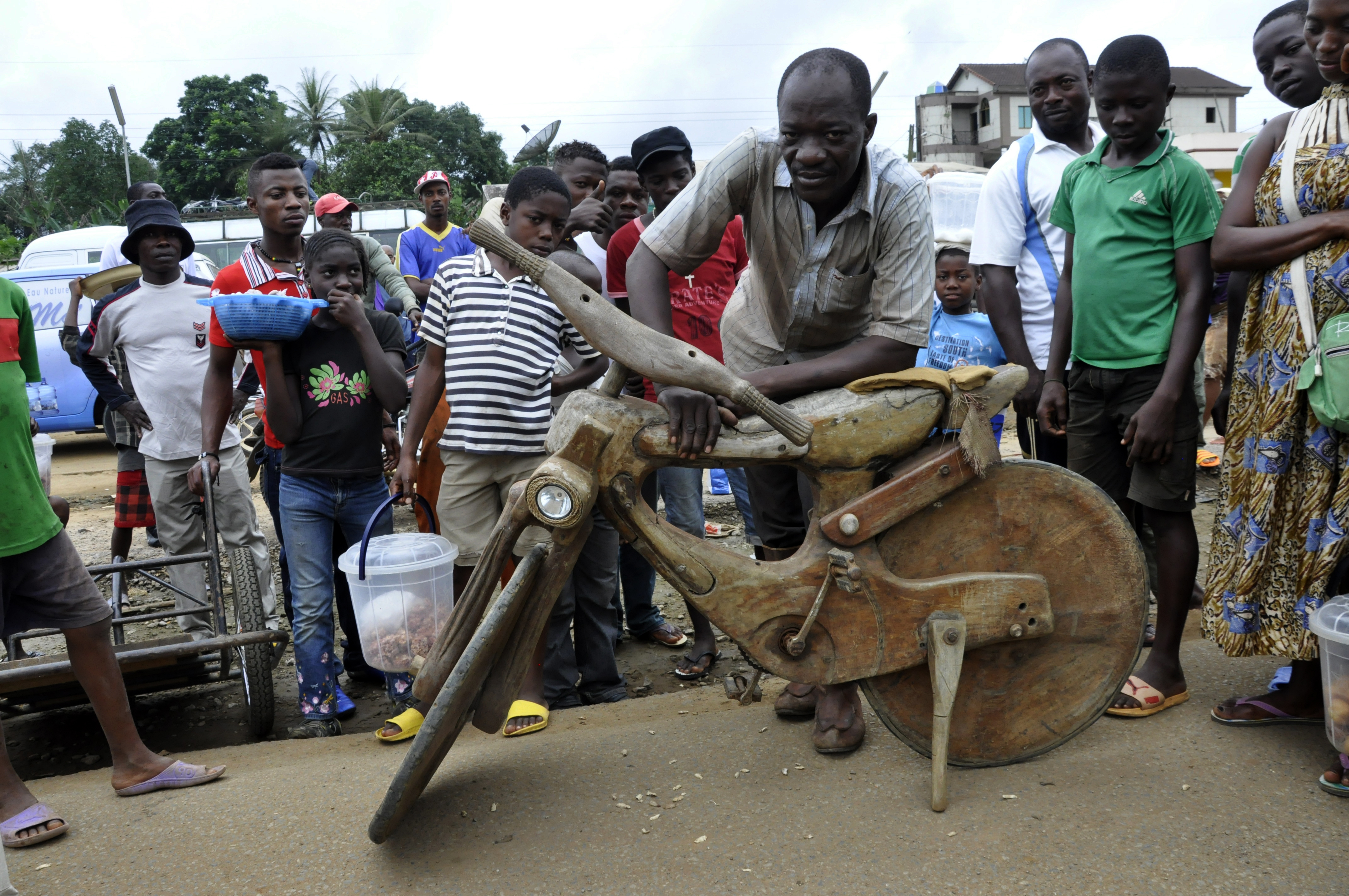
Un vélo fabriqué en bois tropical dans la rue de Pouma.
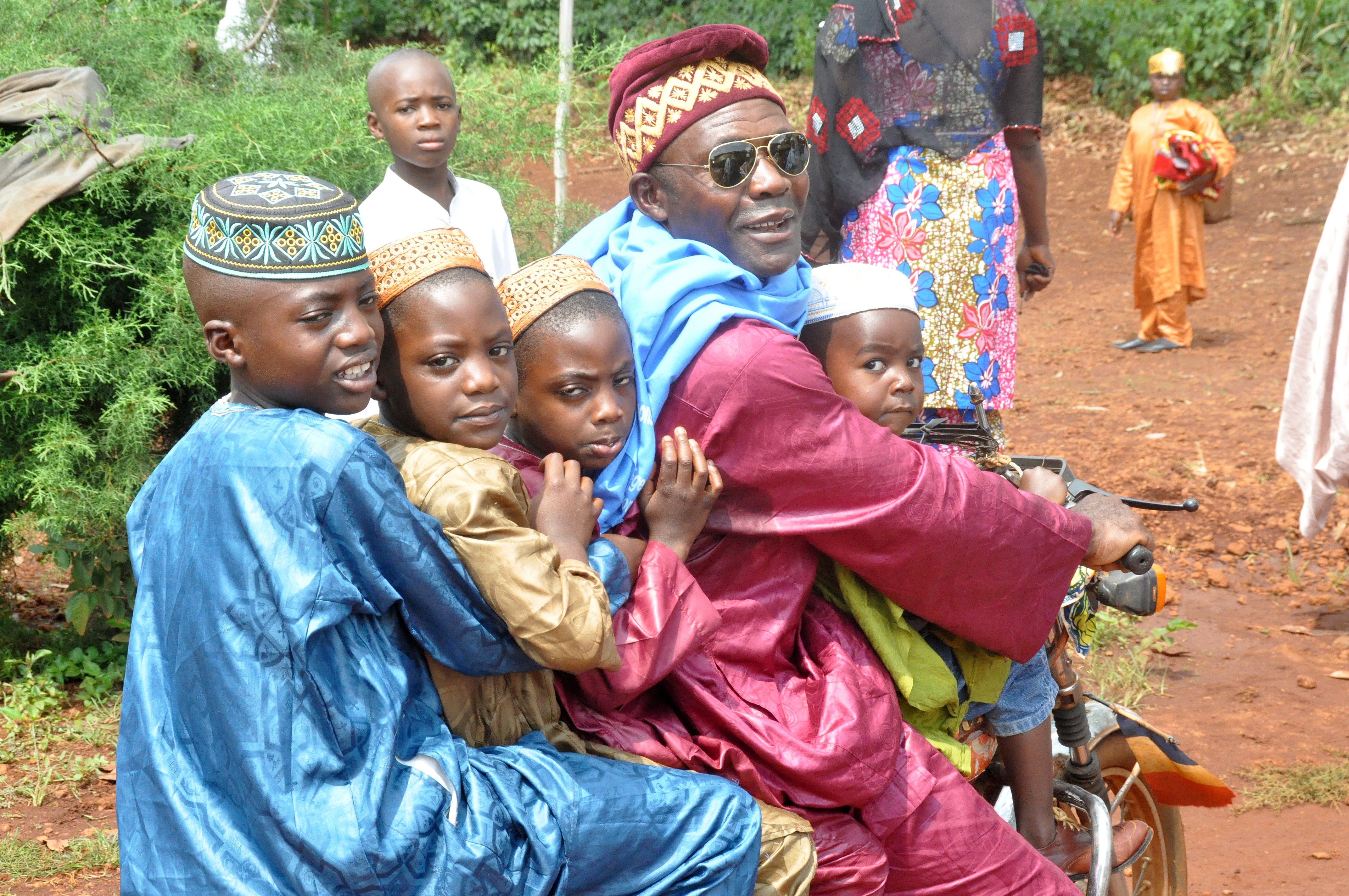
Transport moto lors d'un jour de fête à Foumban.
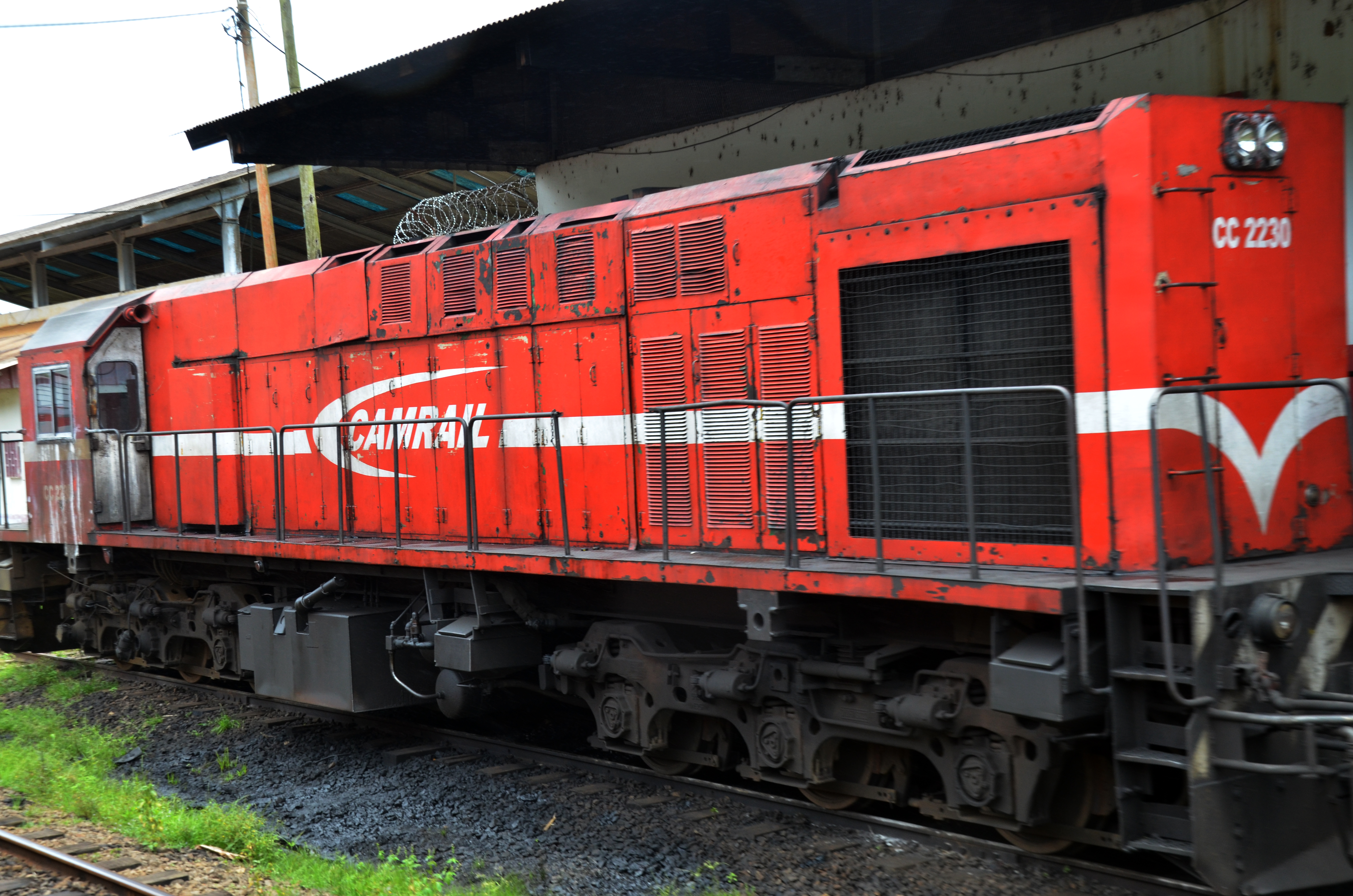
Locomotive marque Bombardier canadien type CC série 2230 le la société de transport par chemin de fer du Cameroun dans une gare.
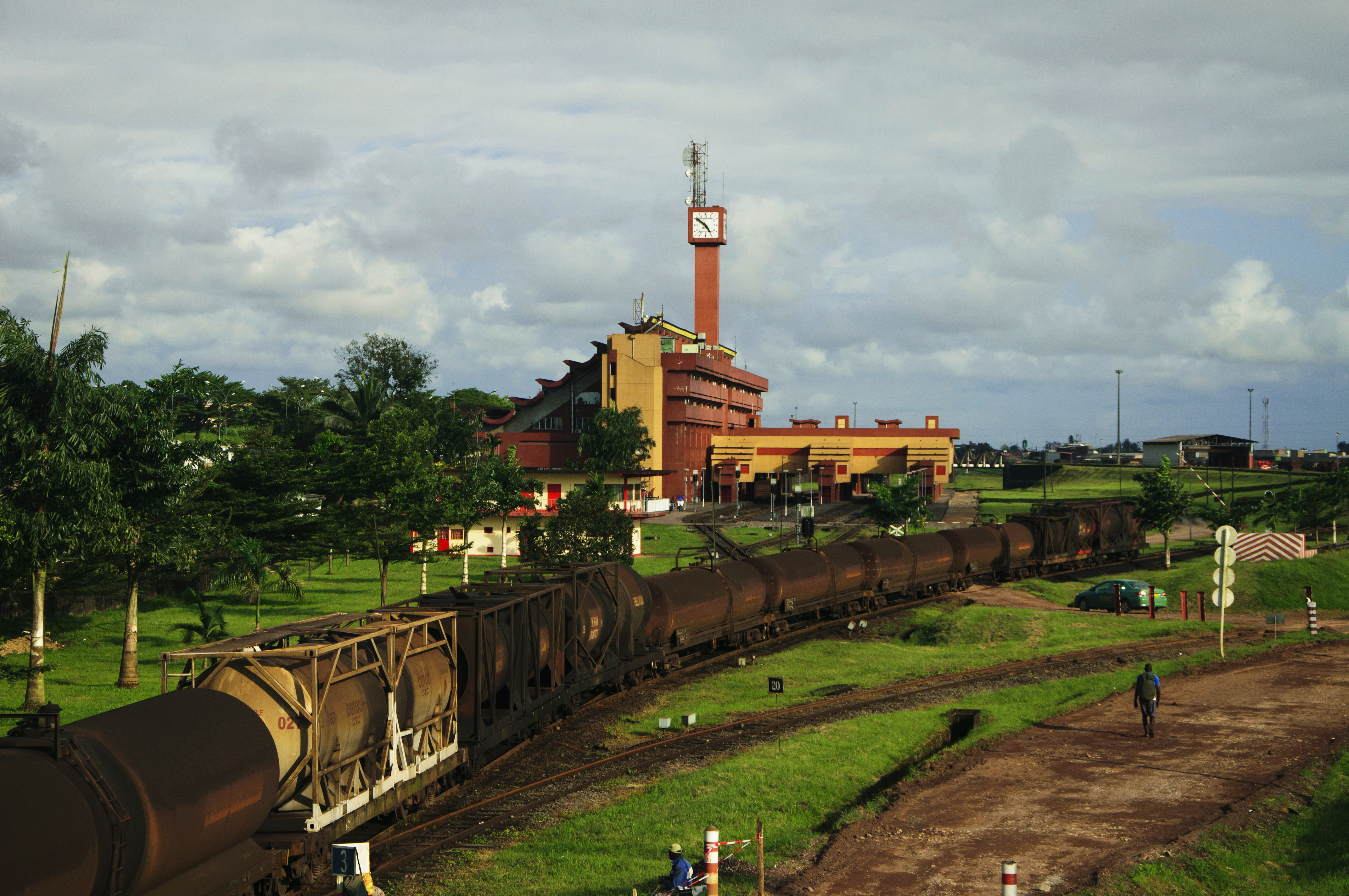
Passage d'un train devant la gare de Bessengué, à Douala.
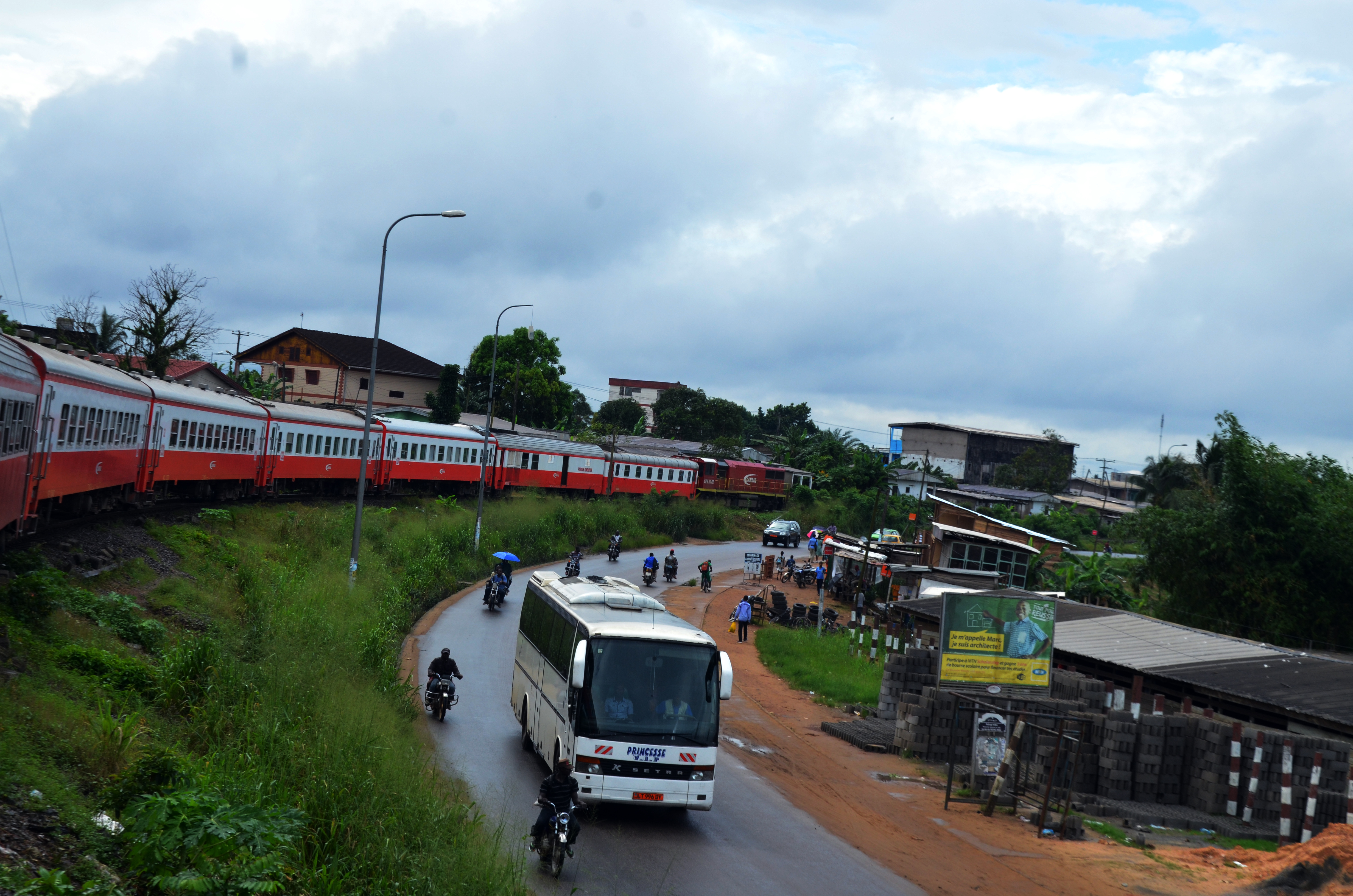
Train inter city dans le quartier Log Baba de Douala.
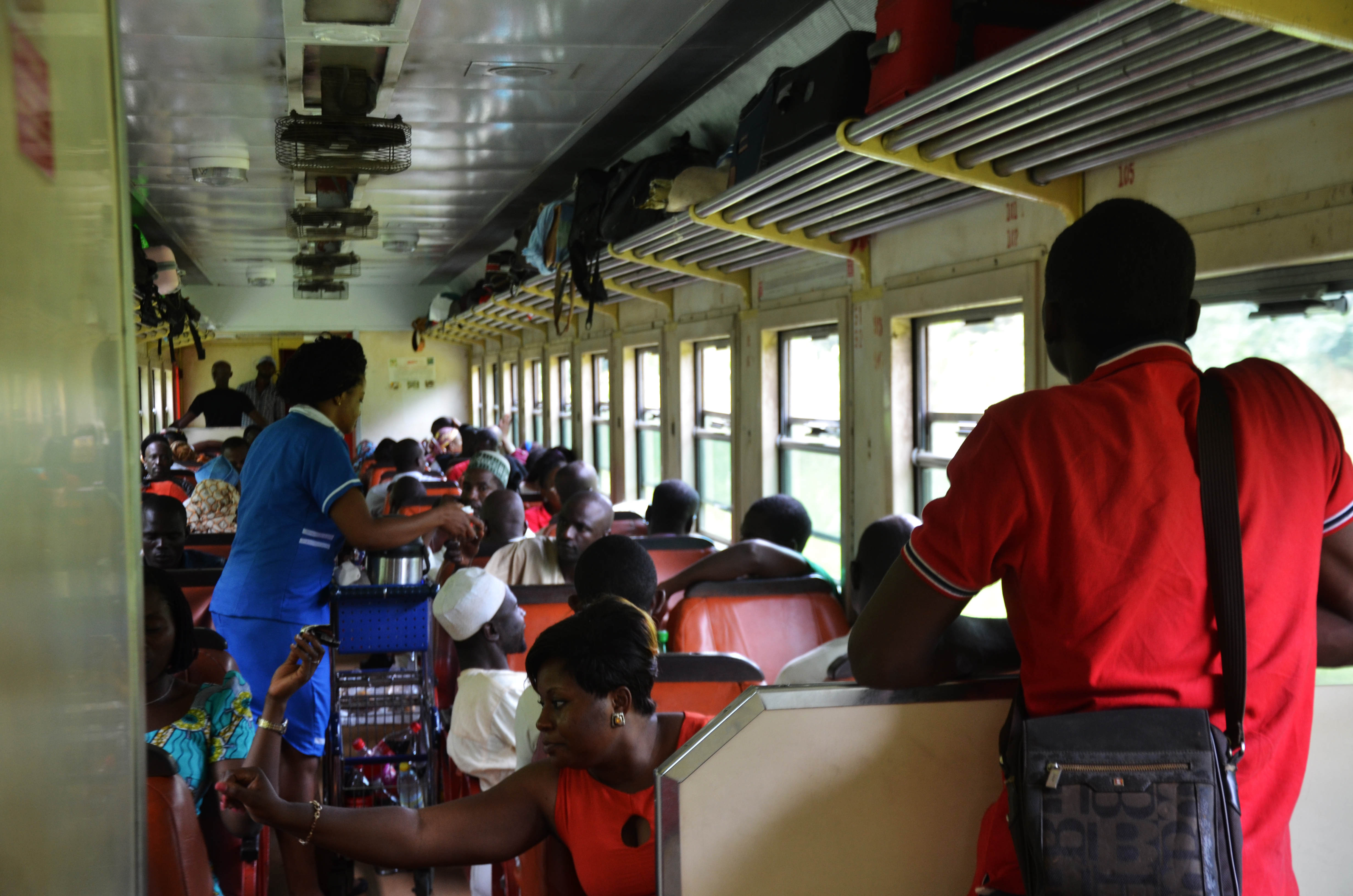
Train voyageur entre Douala et Yaoundé.
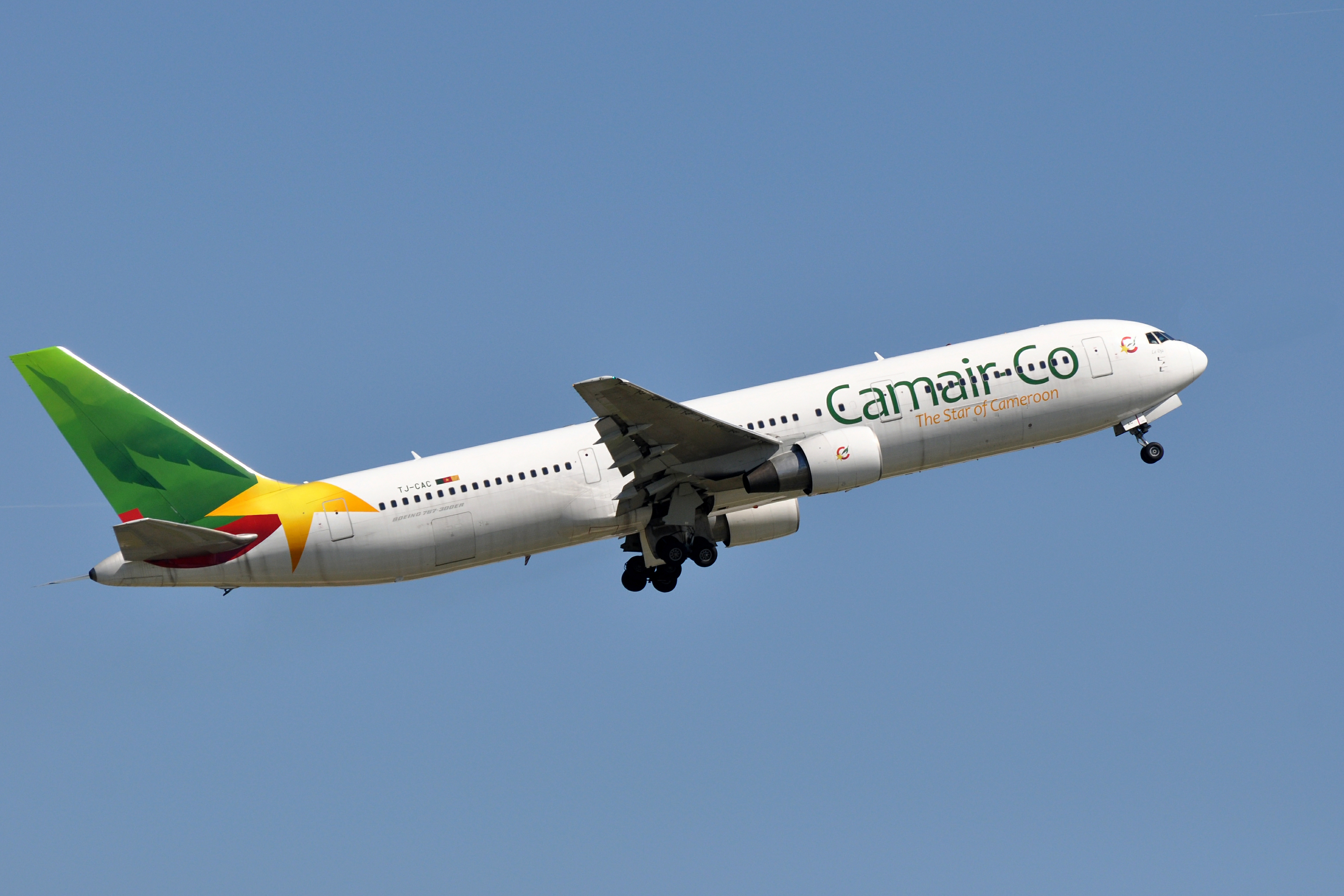
TJ-CAC, avion de la Cameroun air compagnie.
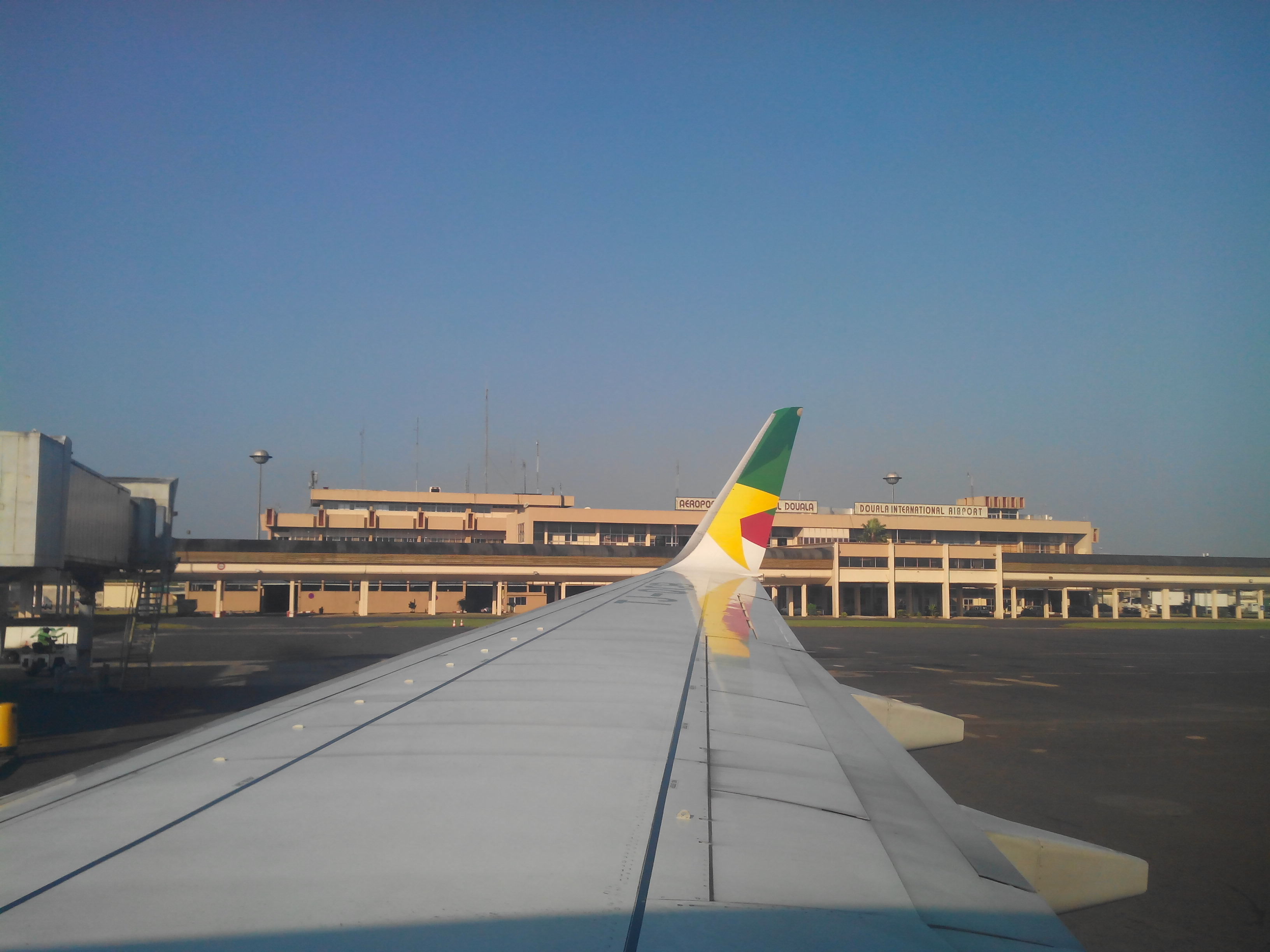
Aéroport international de Douala au Cameroun.
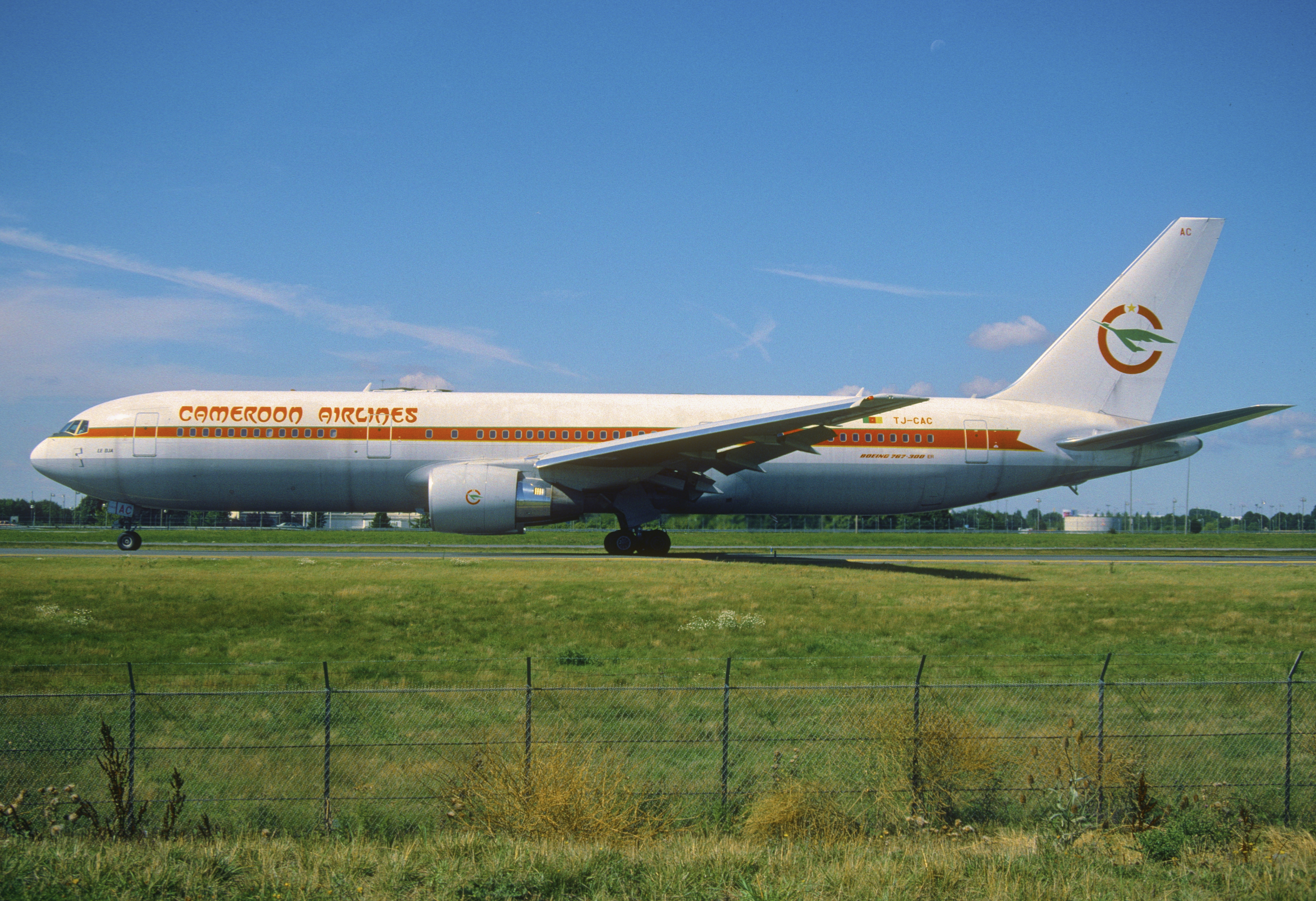
Boeing 767-300 de la Cameroun airlines.
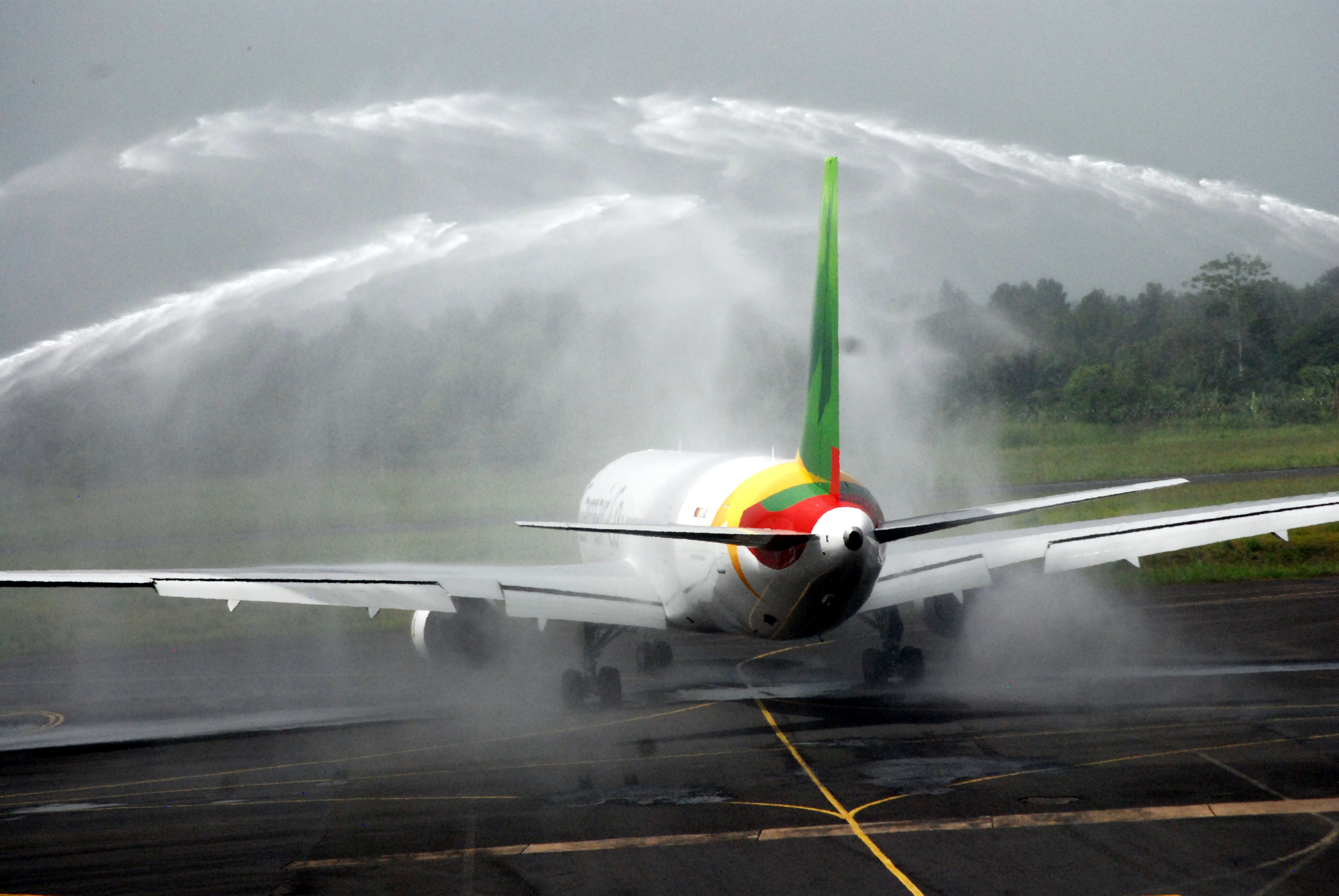
Baptême du nouvel Boeing 765 de la Camair Co à l'aéroport de Douala.
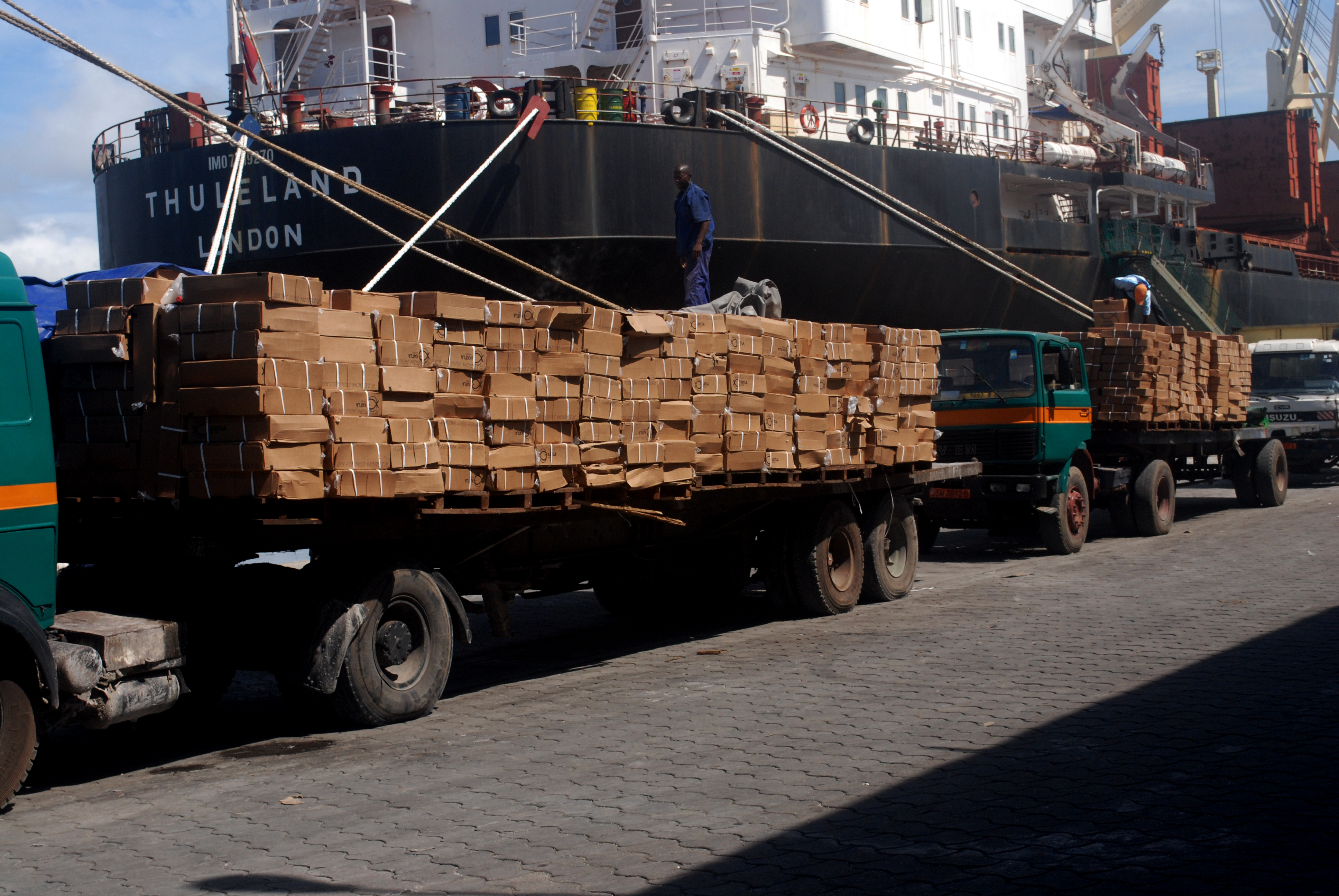
Le débarquement de poisson au port de Douala.
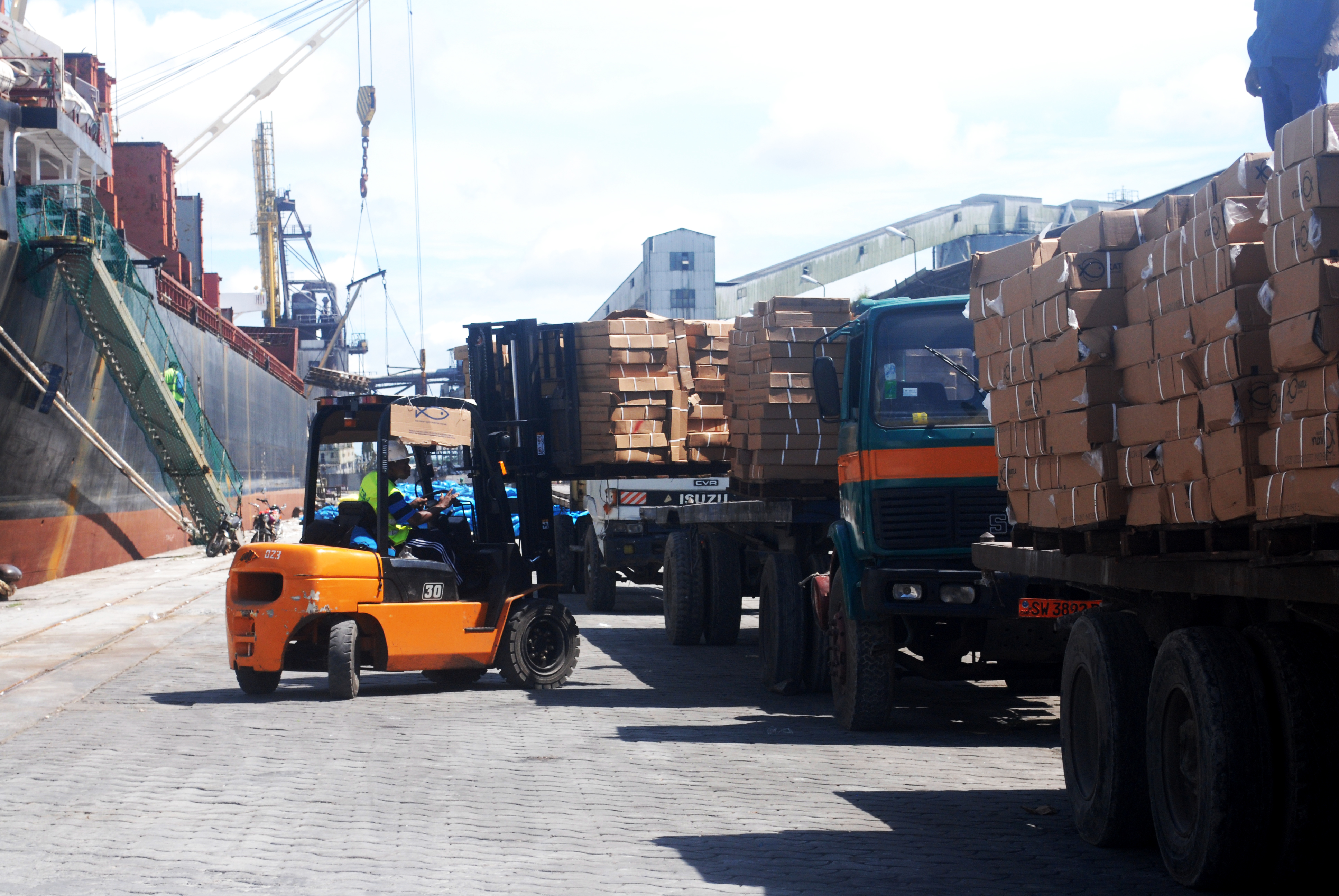
Le quai du port de Douala.
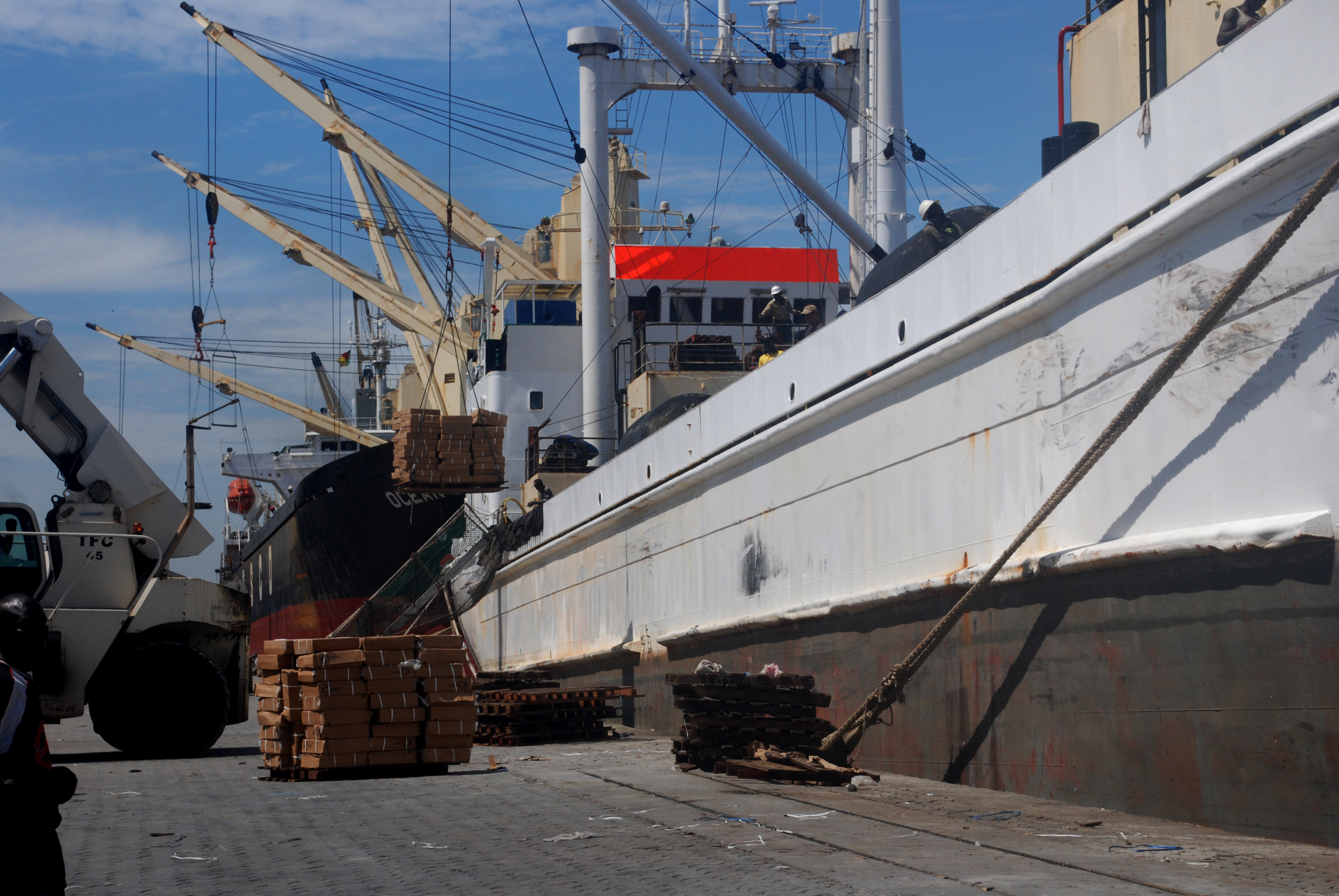
Débarquement au port de Douala.